# Alex Nicol
Alex Nicol, all'anagrafe Alexander Livingston Nicol Jr. (Ossining, 20 gennaio 1916 – Montecito, 29 luglio 2001), è stato un attore e regista statunitense.

## Biografia
Nicol studiò alla Feagin School of Dramatic Art prima di entrare a far parte della compagnia teatrale di Maurice Evans, con la quale fece il suo debutto a Broadway nell'Enrico IV, parte I (1939). Successivamente entrò all'Actors Studio e interpretò il ruolo di Brick in La gatta sul tetto che scotta di Tennessee Williams, sotto la direzione di Elia Kazan. La sua carriera si interruppe per prestare servizio durante la seconda guerra mondiale, arruolato nel 101st Cavalry Regiment con il grado di technical sergeant.
Dopo il congedo, Nicol tornò a Broadway in un revival di Waiting for Lefty di Clifford Odets (1946). Con la compagnia dell'Actors Studio partecipò a numerosi allestimenti teatrali, come il musical South Pacific di Rodgers e Hammerstein (1949). Mentre recitava nel musical, fece un'audizione per sostituire Ralph Meeker nel ruolo di Mannion in Mister Roberts. Fu a questo punto che Nicol venne notato dal regista cinematografico George Sherman, che lo scelse per un breve ruolo di medico nel film Mentre la città dorme (1950), e lo diresse nuovamente nel western Tomahawk - Scure di guerra (1951), in cui Nicol interpretò un giovane ufficiale di Cavalleria.
Dopo piccoli ruoli di supporto, Nicol ebbe due parti più importanti come antagonista di Frank Sinatra nel dramma musicale  Lasciami sognare (1952), e nel sentimentale Perdonami se mi ami (1952) con Loretta Young. Il primo ruolo da protagonista fu nel western La ribelle del West (1953), al fianco di Maureen O'Hara, per la regia di Lee Sholem. Successivamente tornò ad essere diretto dal suo scopritore George Sherman in altri due film, Il complice segreto (1953) e Alba di fuoco (1954), dopodiché girò tre film in Inghilterra.
Fu il regista Anthony Mann a offrire a Nicol due delle migliori occasioni della sua carriera, nel ruolo del maggiore Ike Knowland in Aquile nell'infinito (1955) e, in particolare, del figlio psicopatico di Donald Crisp nel western L'uomo di Laramie (1955). In entrambi i film, Nicol recitò al fianco di James Stewart. Tuttavia, dopo un ennesimo ruolo di supporto in un altro western, L'alba del gran giorno (1956) di Jacques Tourneur, l'attore preferì tornare a Broadway, dove sostituì Ben Gazzara riprendendo il suo vecchio ruolo di Brick in La gatta sul tetto che scotta e interpretandolo nella successiva tournée.
Tornato a Hollywood, Nicol diresse e interpretò il suo primo film come regista, l'horror a basso costo The Screaming Skull (1958), dopodiché si trasferì in Europa per interpretare una parte in Jovanka e le altre (1959) di Martin Ritt, e rimase a lavorare in Italia per circa due anni, dirigendo, producendo e interpretando il film bellico L'urlo dei Marines (1961), accanto a Frank Latimore. Ritornato negli Stati Uniti, interpretò alcuni western e diresse diversi episodi di celebri serie televisive come Ai confini della realtà (1962), Daniel Boone (1966), Tarzan (1966) con Ron Ely, Selvaggio west (1967).
Nicol apparve ancora sul grande schermo in Il clan dei Barker (1969), diretto da Roger Corman e basato sulla vita della criminale statunitense Ma Barker, e nell'horror a sfondo religioso Quella notte in casa Coogan (1971). Si ritirò dalla scene all'inizio degli anni ottanta e morì per cause naturali nel 2001, all'età di 85 anni.

## Filmografia parziale

### Cinema
- Mentre la città dorme (The Sleeping City), regia di George Sherman (1950)
- Tomahawk - Scure di guerra (Tomahawk), regia di George Sherman (1951)
- Obiettivo X (Target Unknown), regia di George Sherman (1951)
- I moschettieri dell'aria (Air Cadet), regia di Joseph Pevney (1951)
- La donna del porto (The Raging Tide), regia di George Sherman (1951)
- Lasciami sognare (Meet Danny Wilson), regia di Joseph Pevney (1952)
- L'autocolonna rossa (Red Ball Express), regia di Budd Boetticher (1952)
- Perdonami se mi ami (Because of You), regia di Joseph Pevney (1952)
- La ribelle del West (The Redhead from Wyoming), regia di Lee Sholem (1953)
- Il complice segreto (The Lone Hand), regia di George Sherman (1953)
- Il giustiziere (Law and Order), regia di Nathan Juran (1953)
- Il grande incontro (Champ for a Day), regia di William A. Seiter (1953)
- The House Across the Lake, regia di Ken Hughes (1954)
- Addio signora Leslie (About Mrs. Leslie), regia di Daniel Mann (1954)
- Alba di fuoco (Dawn at Socorro), regia di George Sherman (1954)
- L'uomo di Laramie (The Man from Laramie), regia di Anthony Mann (1955)
- Aquile nell'infinito (Strategic Air Command), regia di Anthony Mann (1955)
- Sogno d'amore (Sincerely Yours), regia di Gordon Douglas (1955)
- L'alba del gran giorno (Great Day in the Morning), regia di Jacques Tourneur (1956)
- The Screaming Skull, regia di Alex Nicol (1958)
- Jovanka e le altre (5 Branded Women), regia di Martin Ritt (1960)
- Sotto dieci bandiere, regia di Duilio Coletti (1960)
- Via Margutta, regia di Mario Camerini (1960)
- Tutti a casa, regia di Luigi Comencini (1960)
- Il gobbo, regia di Carlo Lizzani (1960)
- Finestre sul peccato (Look in Any Window), regia di William Alland (1961)
- Il mistero del signor Cooper (A Matter of WHO), regia di Don Chaffey (1961)
- L'urlo dei Marines (Then There Were Three), regia di Alex Nicol (1961)
- I pistoleros di Casa Grande (Gunfighters of Casa Grande), regia di Roy Rowland (1964)
- Cavalca e uccidi, regia di José Luis Borau, Mario Caiano (1964)
- Il clan dei Barker (Bloody Mama), regia di Roger Corman (1970)
- Quella notte in casa Coogan (The Night God Screamed), regia di Lee Madden (1971)
- Progetto 3001: duplicazione corporea (The Clones), regia di Lamar Card (1973)

### Televisione
- Damon Runyon Theater – serie TV, episodio 1x20 (1955)
- TV Reader's Digest – serie TV, episodio 1x15 (1955)
- Climax! – serie TV, episodi 4x12-4x34 (1957-1958)
- Alfred Hitchcock presenta (Alfred Hitchcock Presents) – serie TV, episodio 3x14 (1958)
- Lotta senza quartiere (Cain's Hundred) – serie TV, episodio 1x30 (1962)
- Ai confini della realtà (The Twilight Zone) – serie TV, episodio 3x34 (1962)
- The Dick Powell Show – serie TV, episodio 2x29 (1963)

## Doppiatori italiani
- Giuseppe Rinaldi in Addio signora Leslie, Aquile nell'infinito, L'alba del gran giorno
- Augusto Marcacci in Tomahawk - Scure di guerra
- Giulio Panicali in La donna del porto
- Gualtiero De Angelis in L'autocolonna rossa
- Carlo Romano in Il complice segreto
- Mario Pisu in L'uomo di Laramie
- Sergio Graziani in Cavalca e uccidi
- Giorgio Gusso in Il clan dei Barker